# Katastrofen i Dokken
Katastrofen i Dokken er en dansk stumfilm fra 1913, der er instrueret af Vilhelm Glückstadt.

## Handling
Denne artikel mangler et handlingsreferat. Hjælp os med at skrive det.

## Medvirkende
- Valdemar Møller - Ingeniør Gersau
- Hildur Møller - Anna Gersau, ingeniørens kone
- Rasmus Ottesen - Læge
- Hakon Ahnfelt-Rønne - Patient på sindssygehospital
- Peter S. Andersen - Patient på sindssygehospital
- Otto Conradsen - Patient på sindssygehospital
- Hugo Bruun - Patient på sindssygehospital
- Richard Jensen - Ingeniør Roland
- Gudrun Houlberg - Rolands søster
- Jonna Neiiendam - En gammel dame
- Holger Mehnen - Karnevalsdeltager
- Viggo Larsen - Gersaus assistent